# Вали (град)
Вали (енгл. The Valley) је главни град Ангвиле, Британске прекоморске територије у Карипском мору. У Валију живи око 1.200 становника. Клима је типично тропска саванска, са високим температурама преко целе године (у просеку 25-27 °C) уз веома малу количину падавина (око 120 милиметара). У центру града су бројне знаменитости из XVIII и XIX века.

## Становништво
| Година       |
| Становништво |
| ------------ |